# Folkomröstningen om avskaffandet av apartheid i Sydafrika 1992
Folkomröstningen om avskaffandet av apartheid i Sydafrika 1992 hölls i Sydafrika den 17 mars 1992. Bara vita fick delta i folkomröstningen , och frågan som ställdes var om de stödde de förhandlingar och reformer som president F.W. de Klerk inlett 1990, där han föreslog avskaffandet av apartheidsystemet som blivit lag 1948. Ja-sidan vann i alla områden utom i Pietersburg i norra Transvaal, och apartheid avskaffades.

### Fotnoter
1. ↑  1992: South Africa votes for change BBC News
2. ↑  Elections in South Africa African Elections Database